# Lista gatunków z rodzaju indygowiec

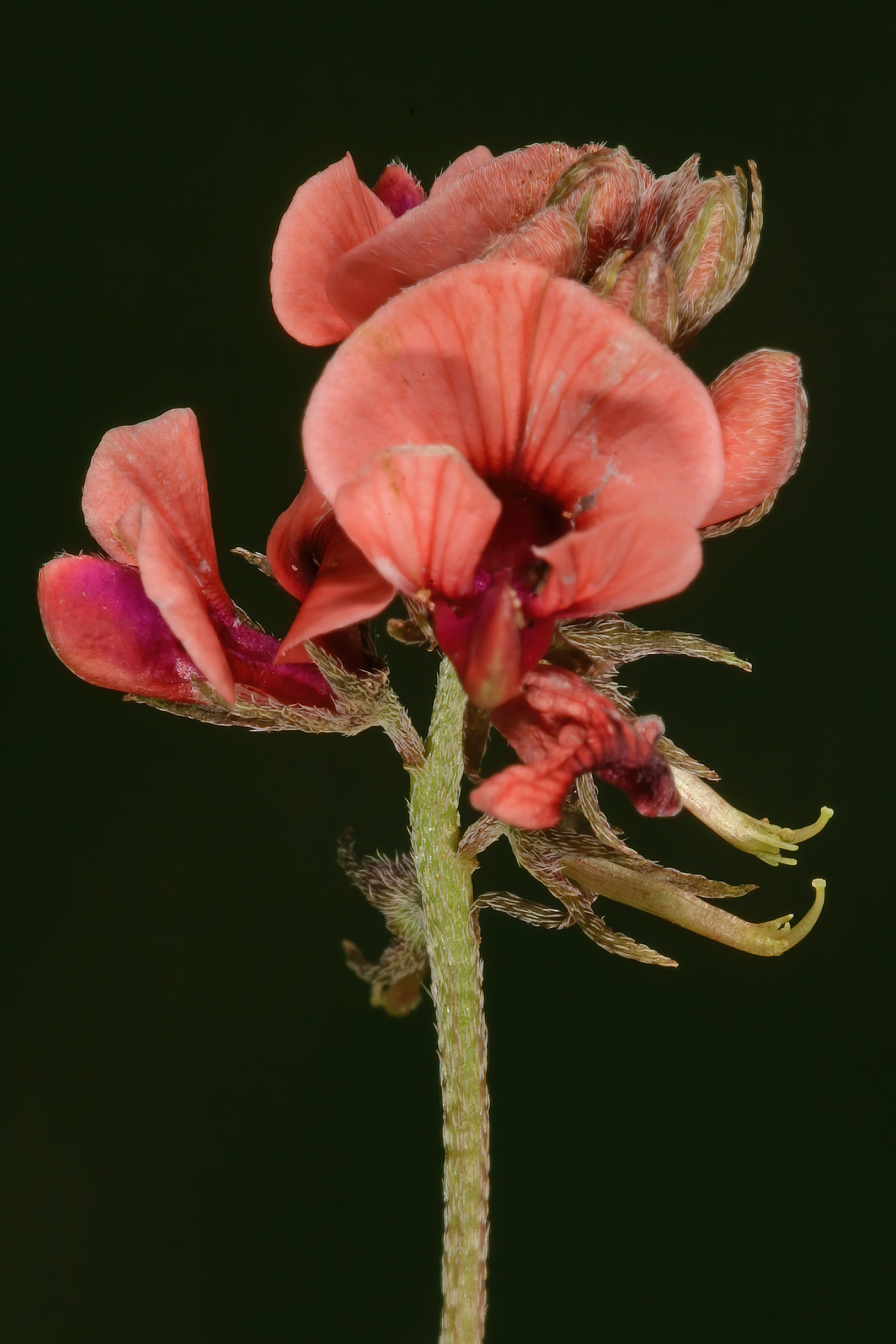
Indigofera alternans

Lista gatunków z rodzaju indygowiec Indigofera – lista gatunków rodzaju roślin należącego do rodziny bobowatych. Według bazy taksonomicznej Plants of the World Online do rodzaju należy 713 gatunków.
Wykaz gatunków
- Indigofera acanthinocarpa Blatt.
- Indigofera acanthoclada Dinter
- Indigofera achyranthoides Taub.

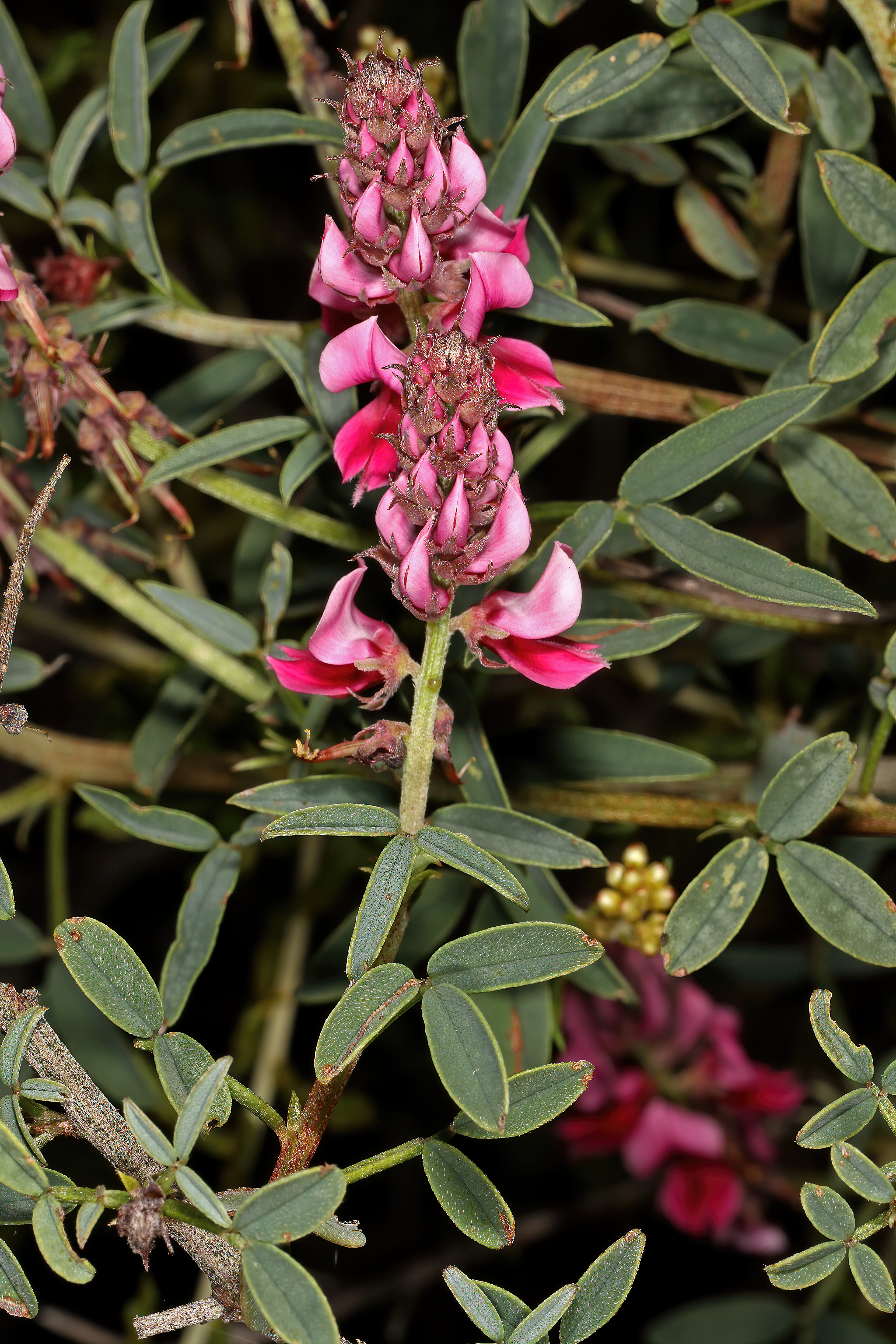
Indigofera amoena

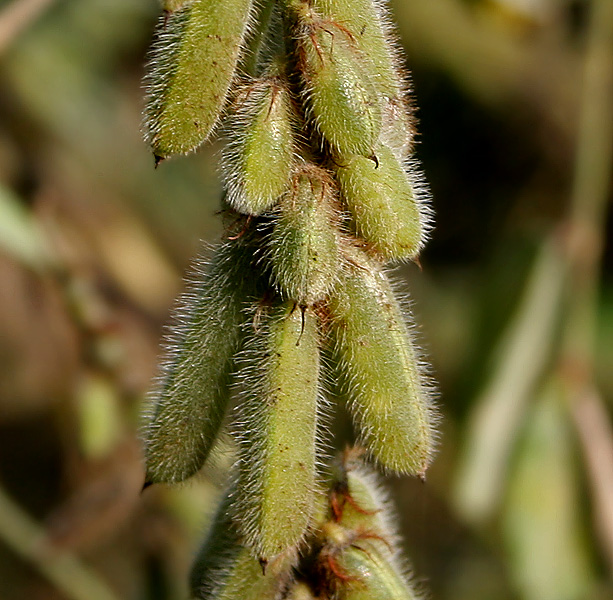
Indigofera astragalina

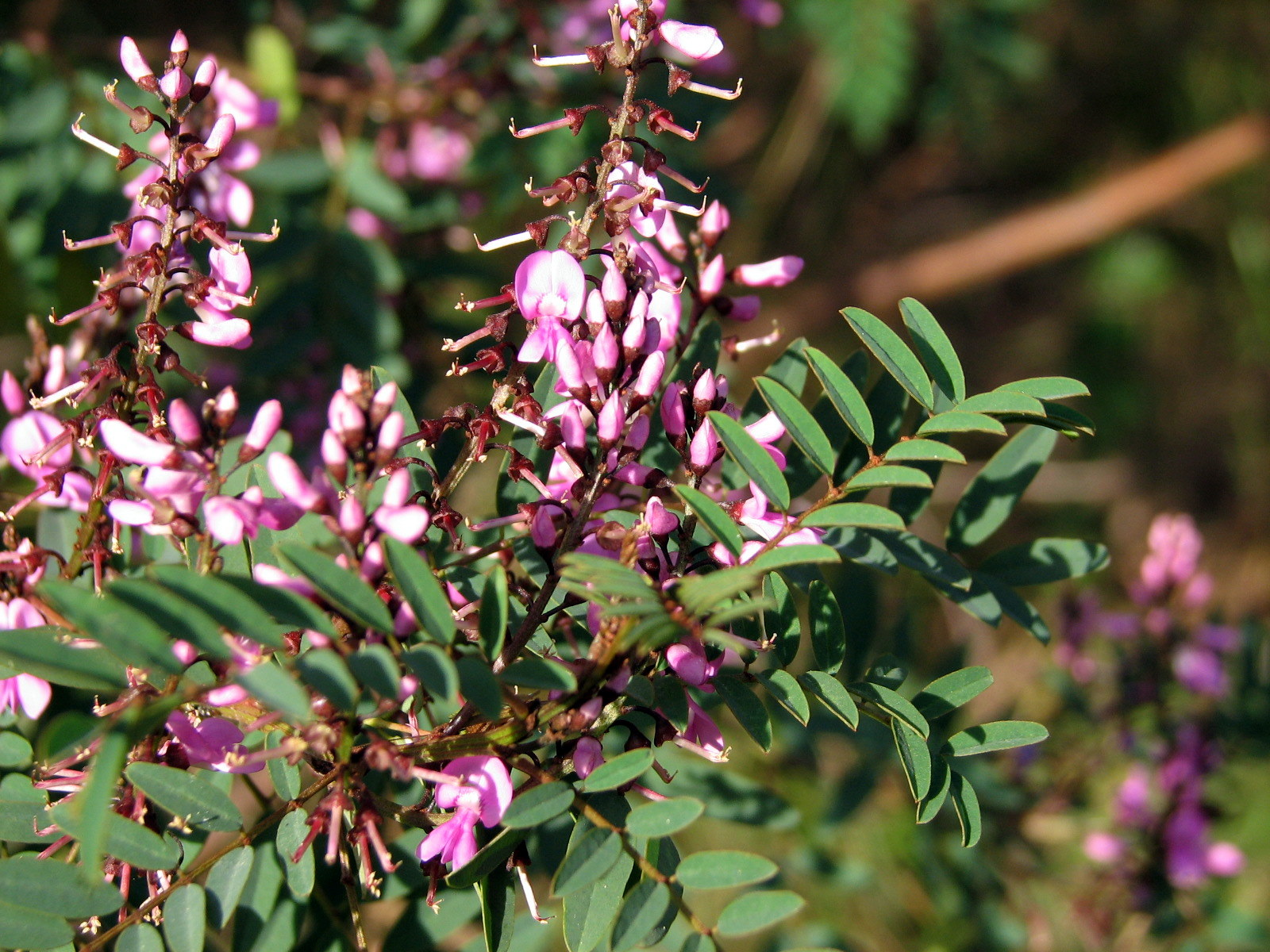
Indigofera australis

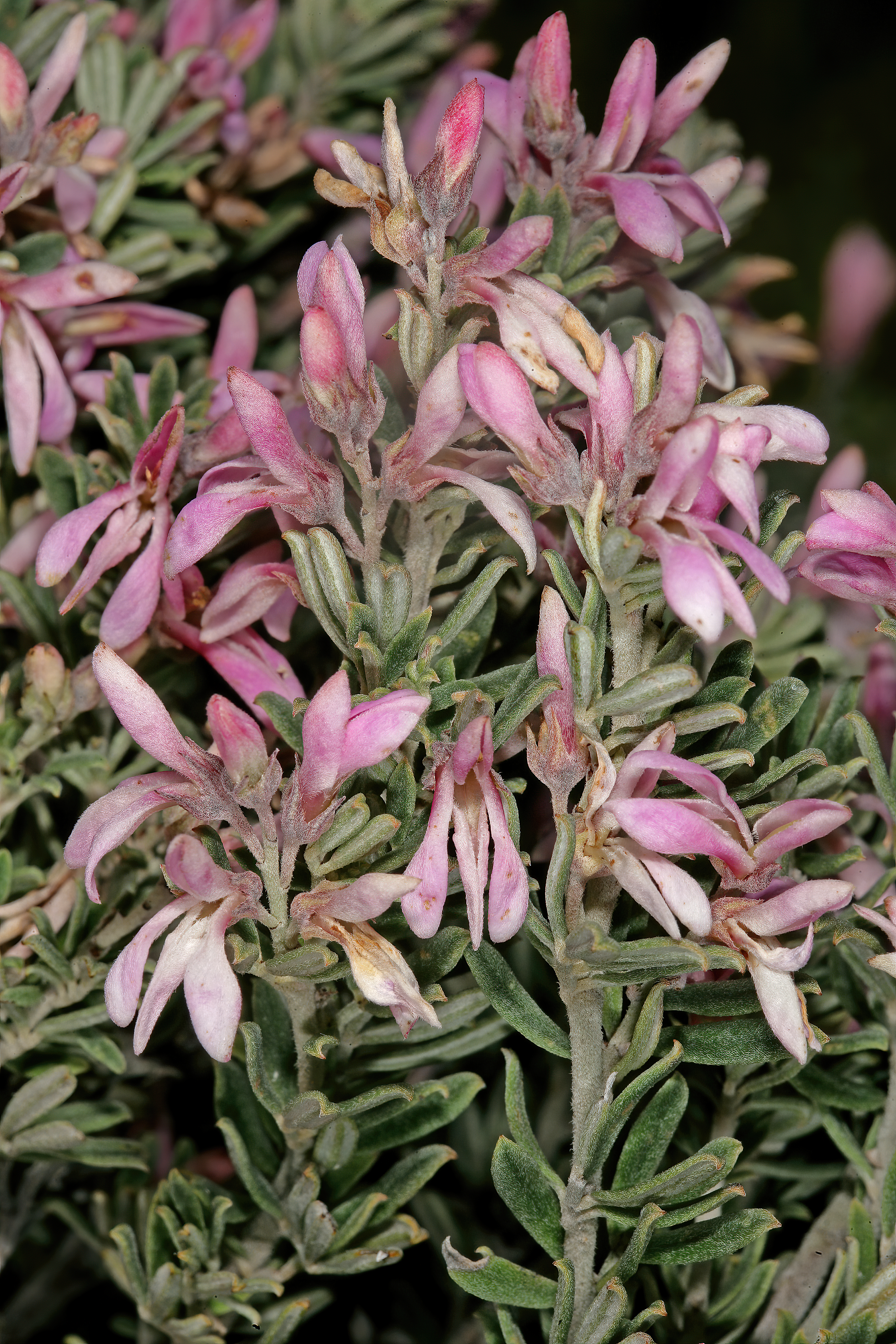
Indigofera brachystachya

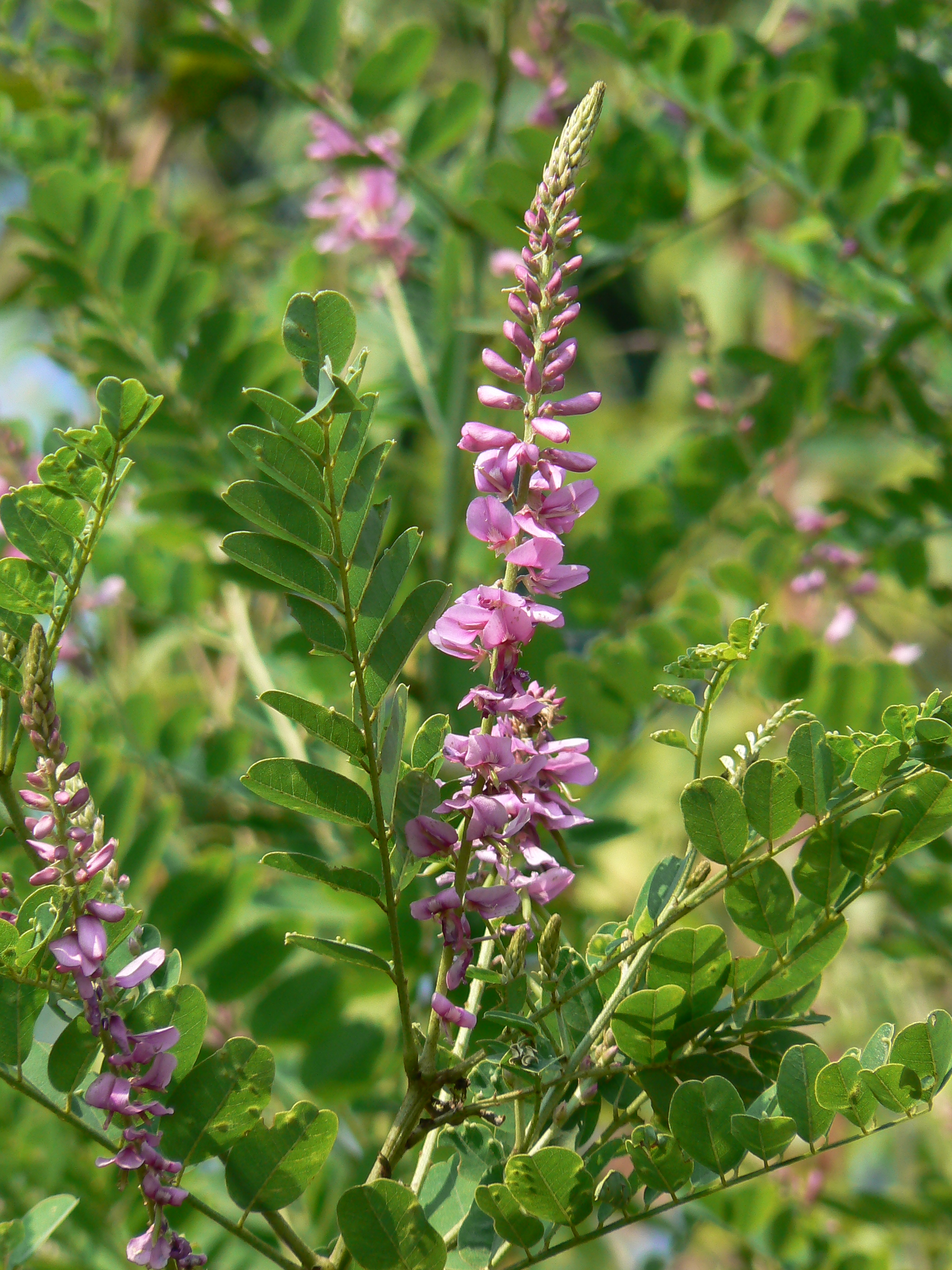
Indigofera cassioides

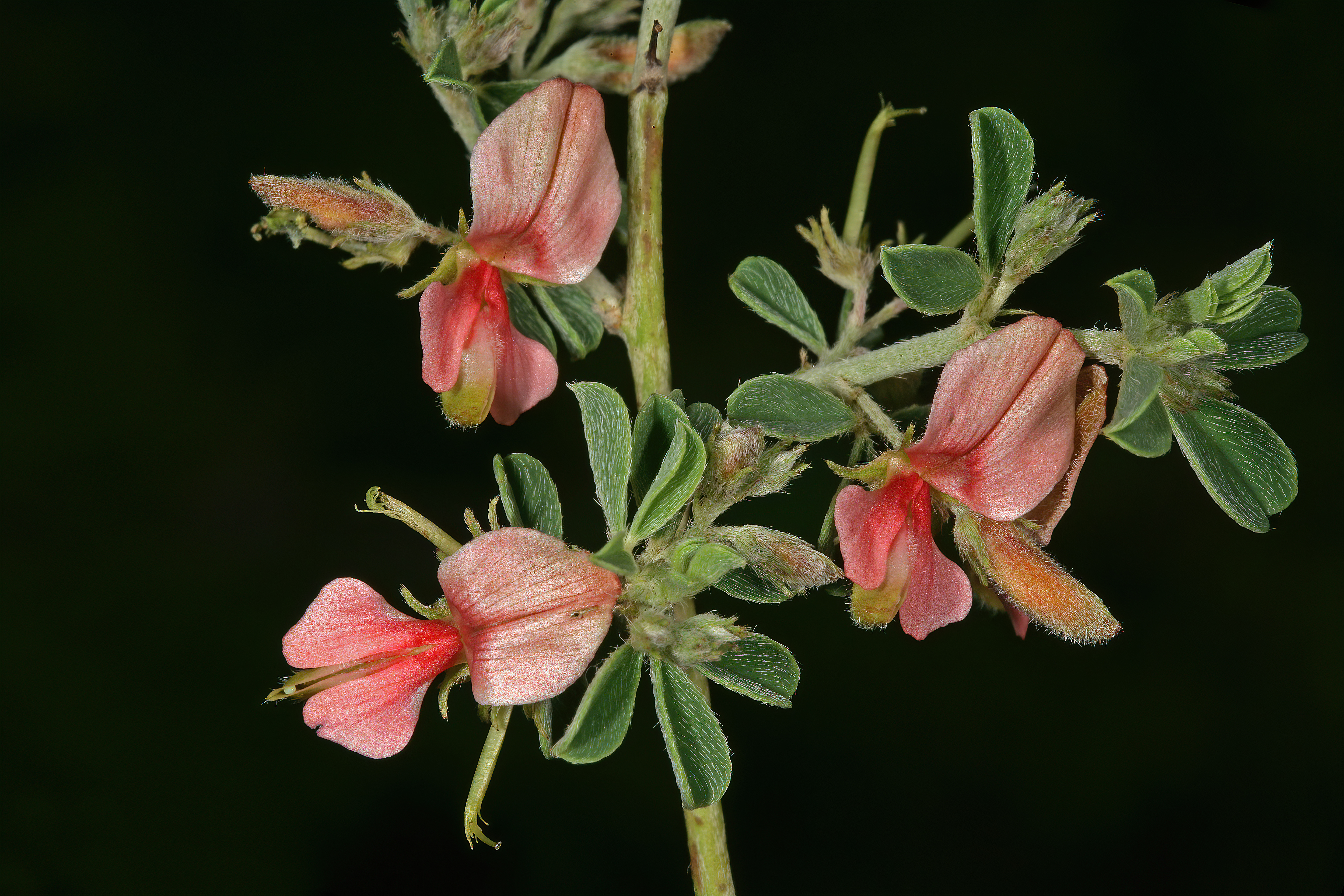
Indigofera circinnata

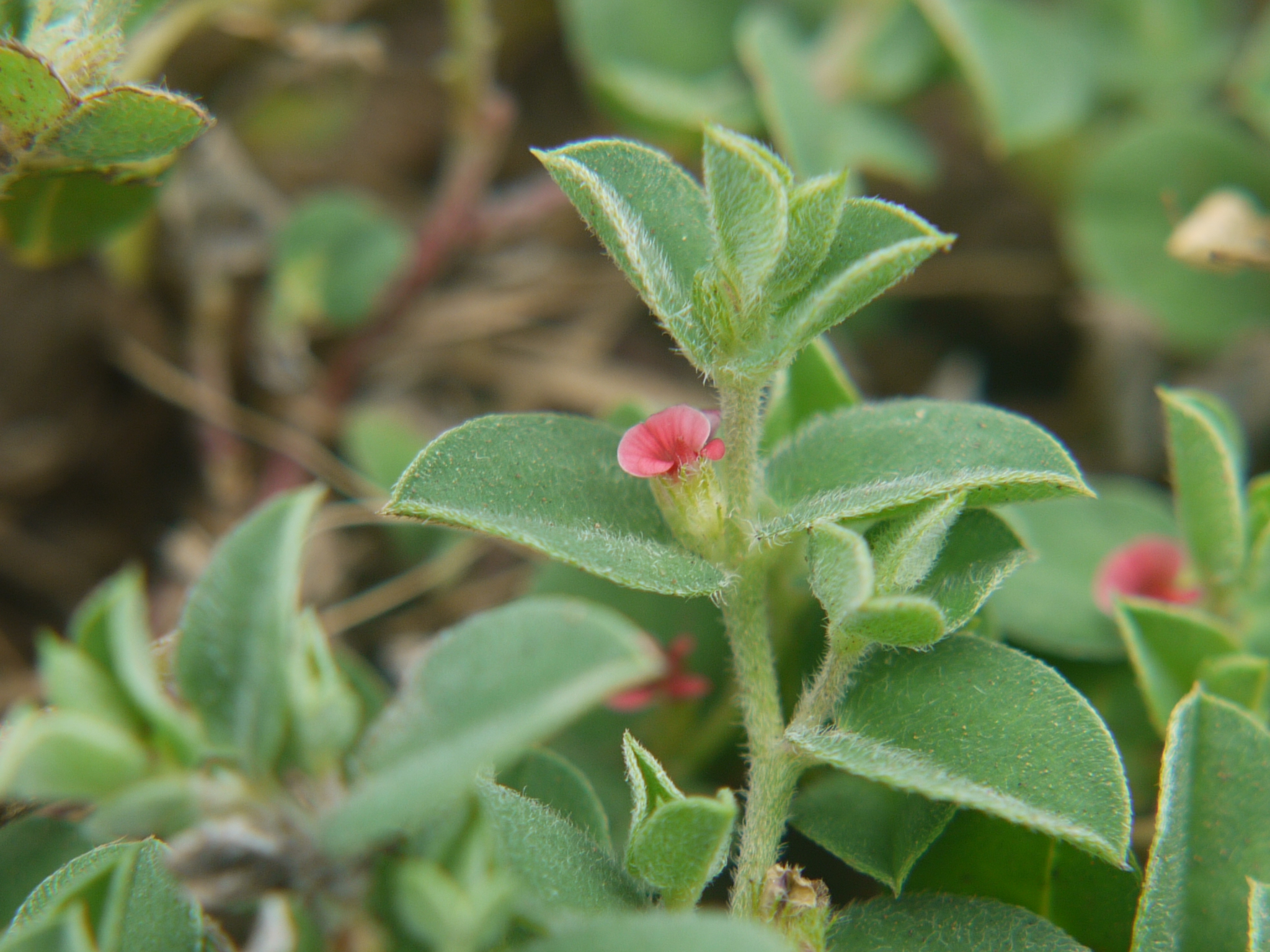
Indigofera cordifolia

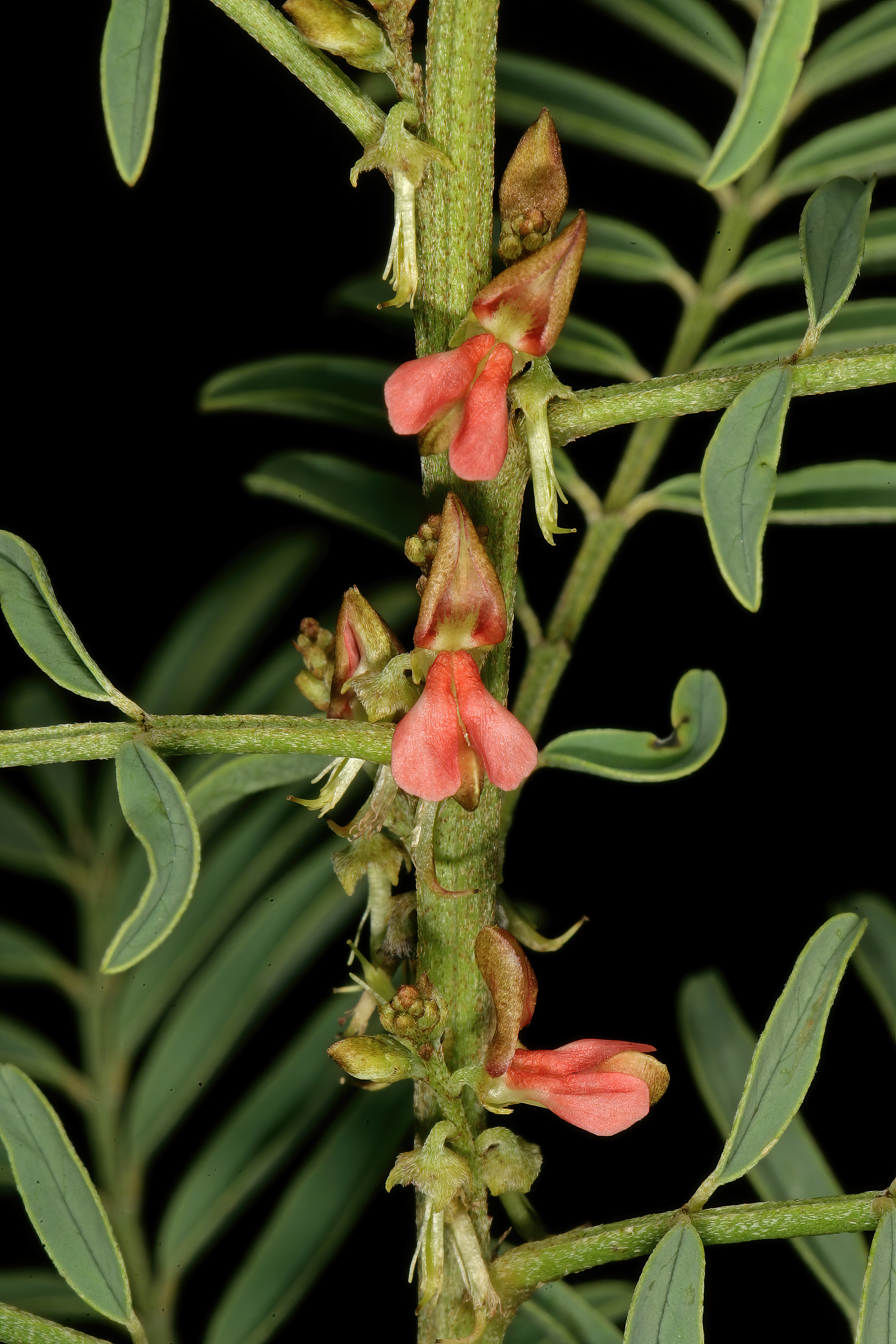
Indigofera cryptantha

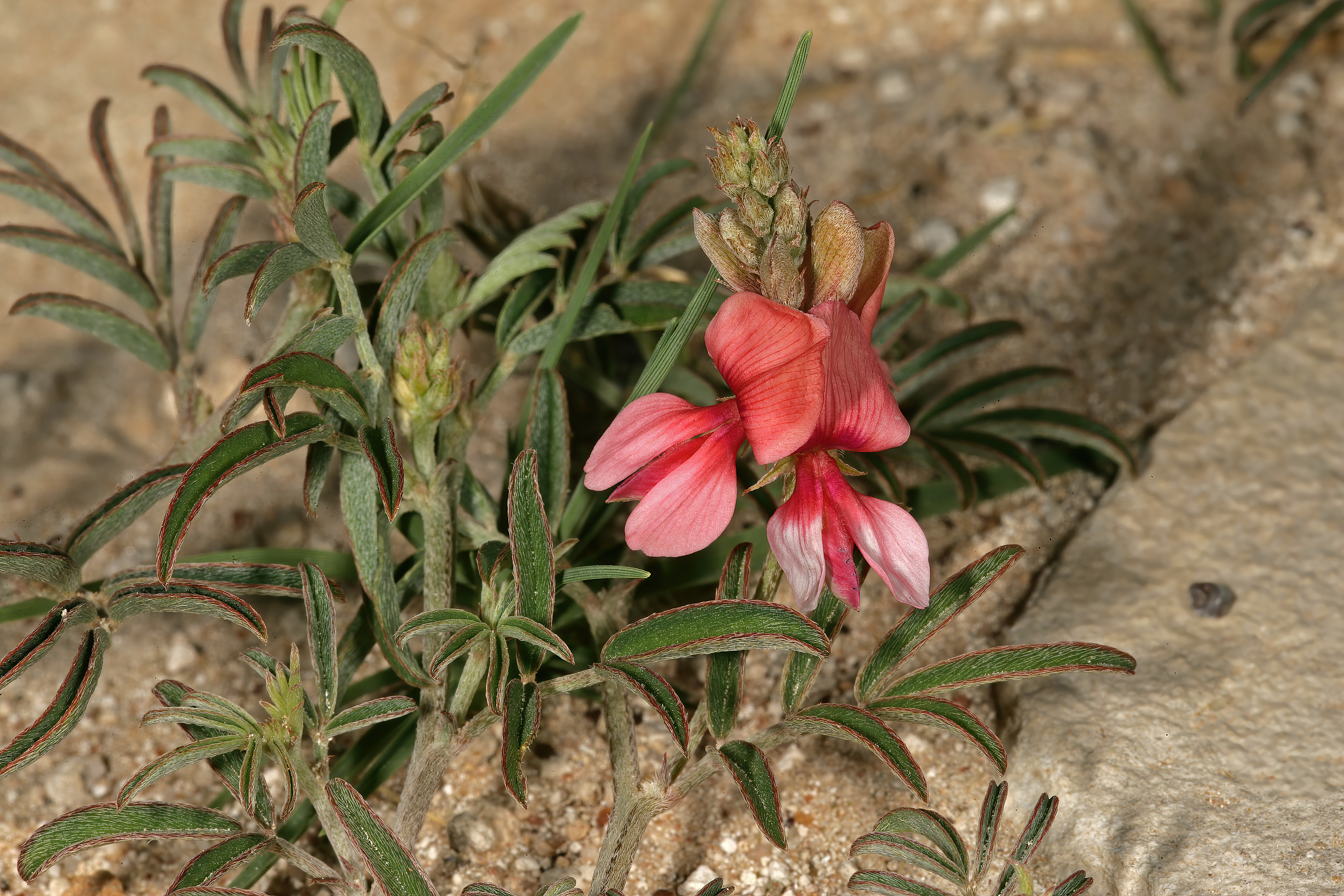
Indigofera enormis

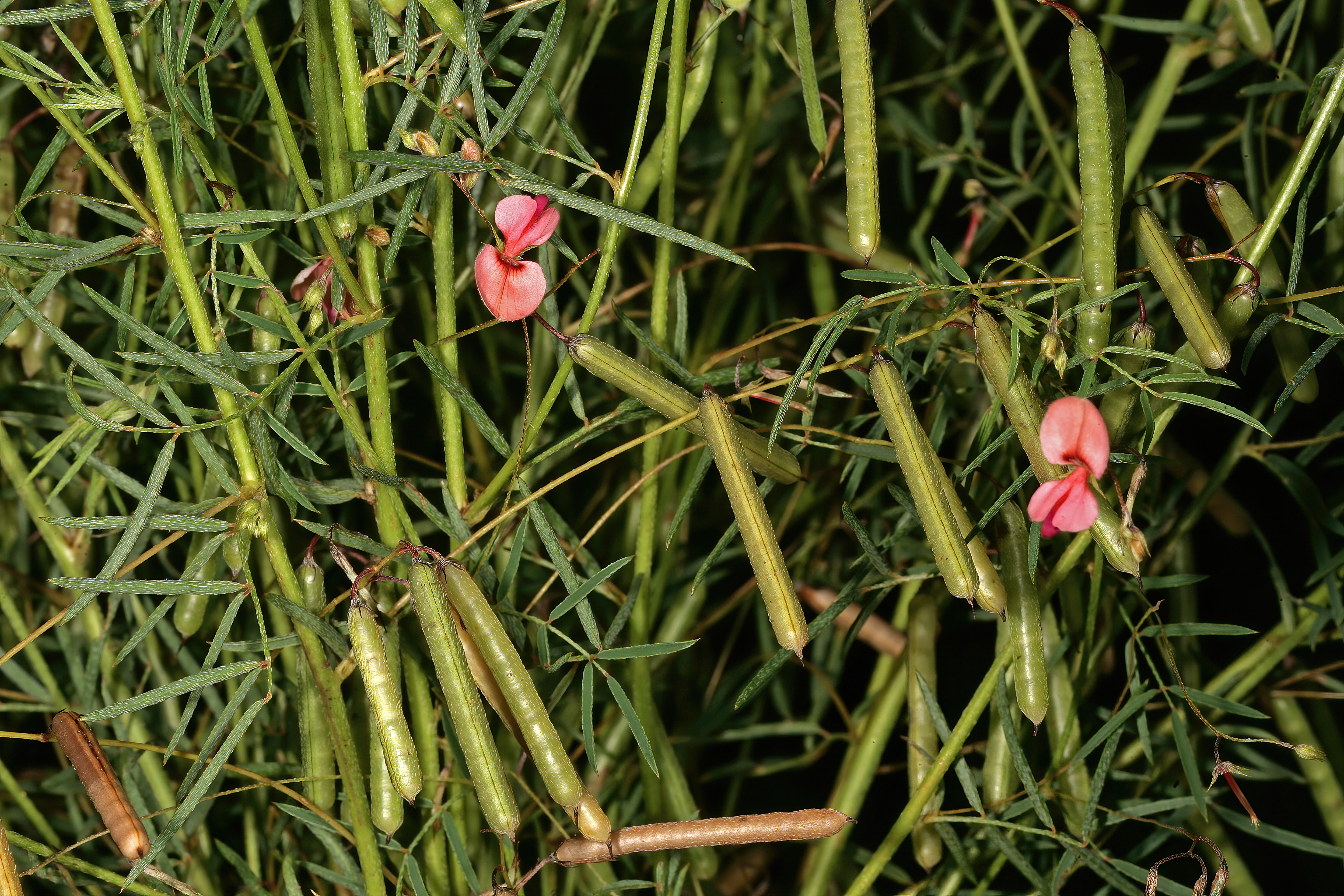
Indigofera filipes

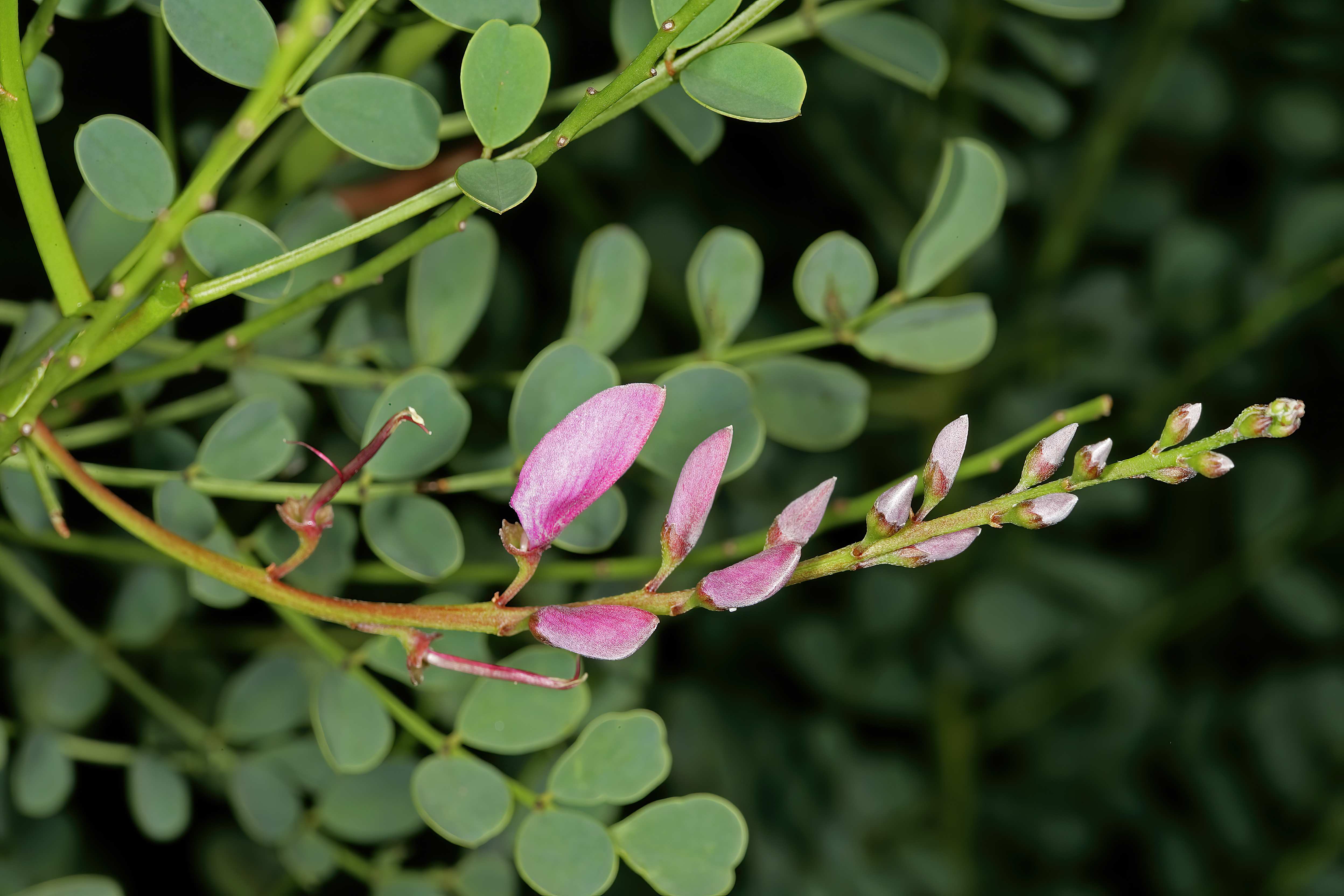
Indigofera frutescens

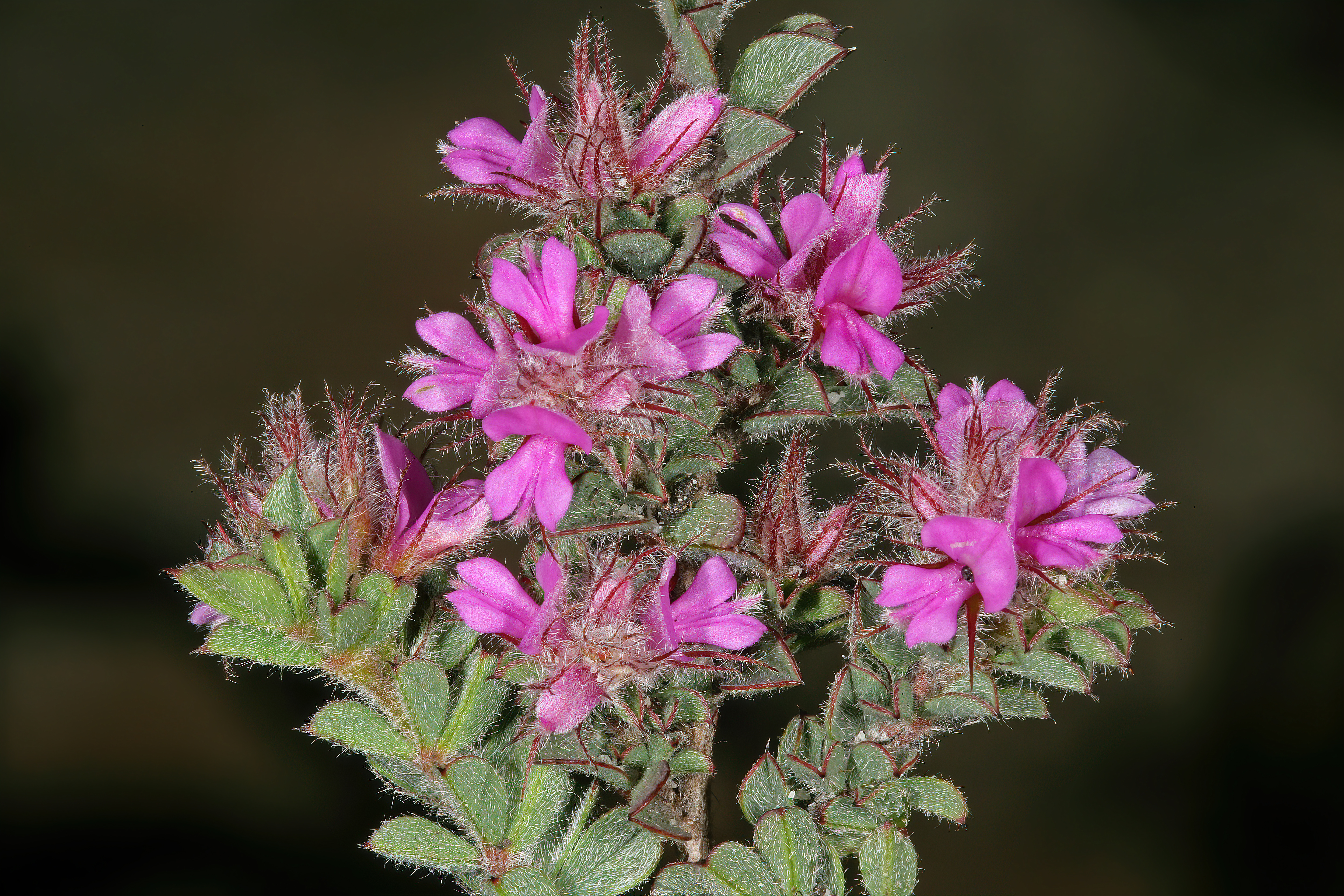
Indigofera glomerata

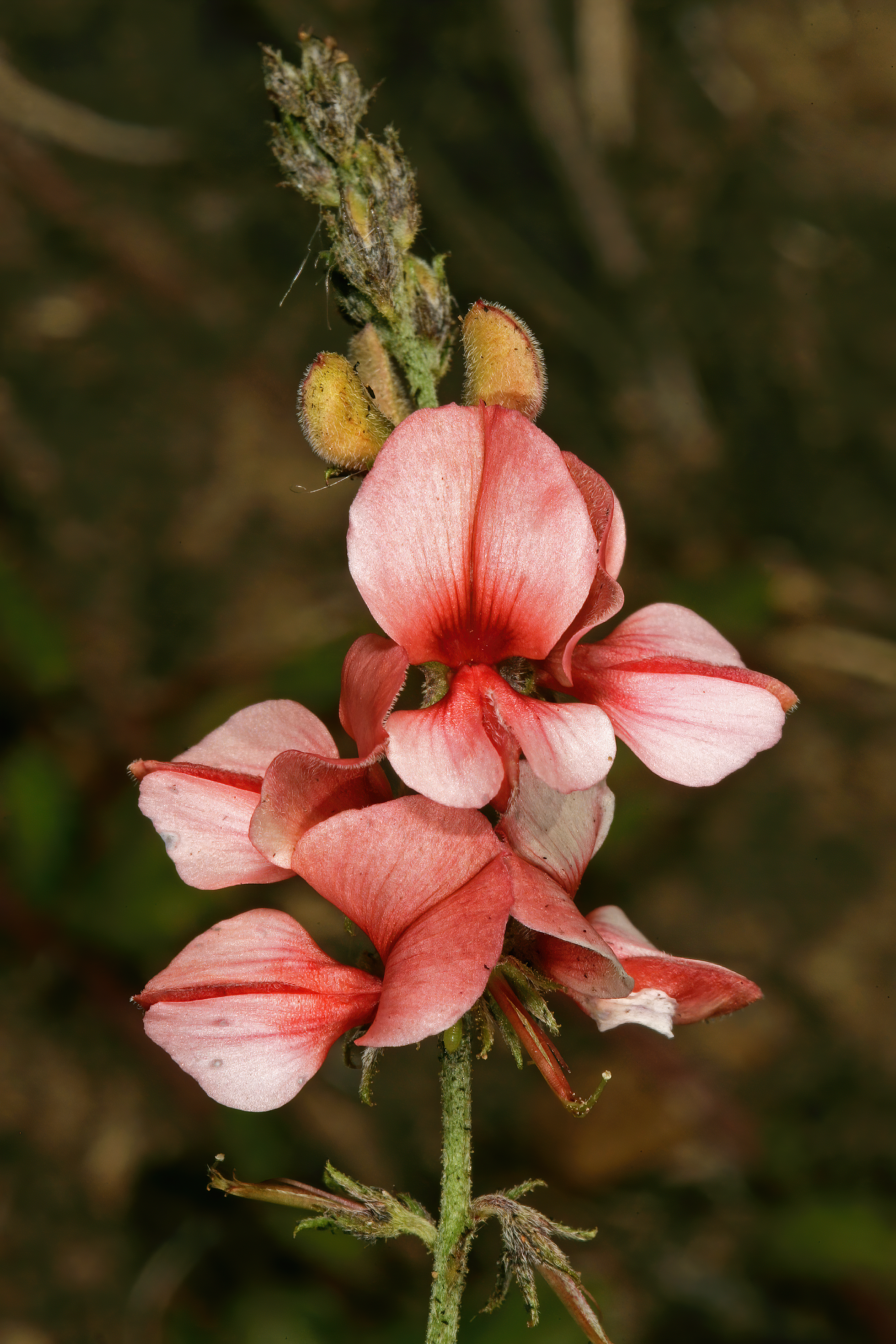
Indigofera heterotricha

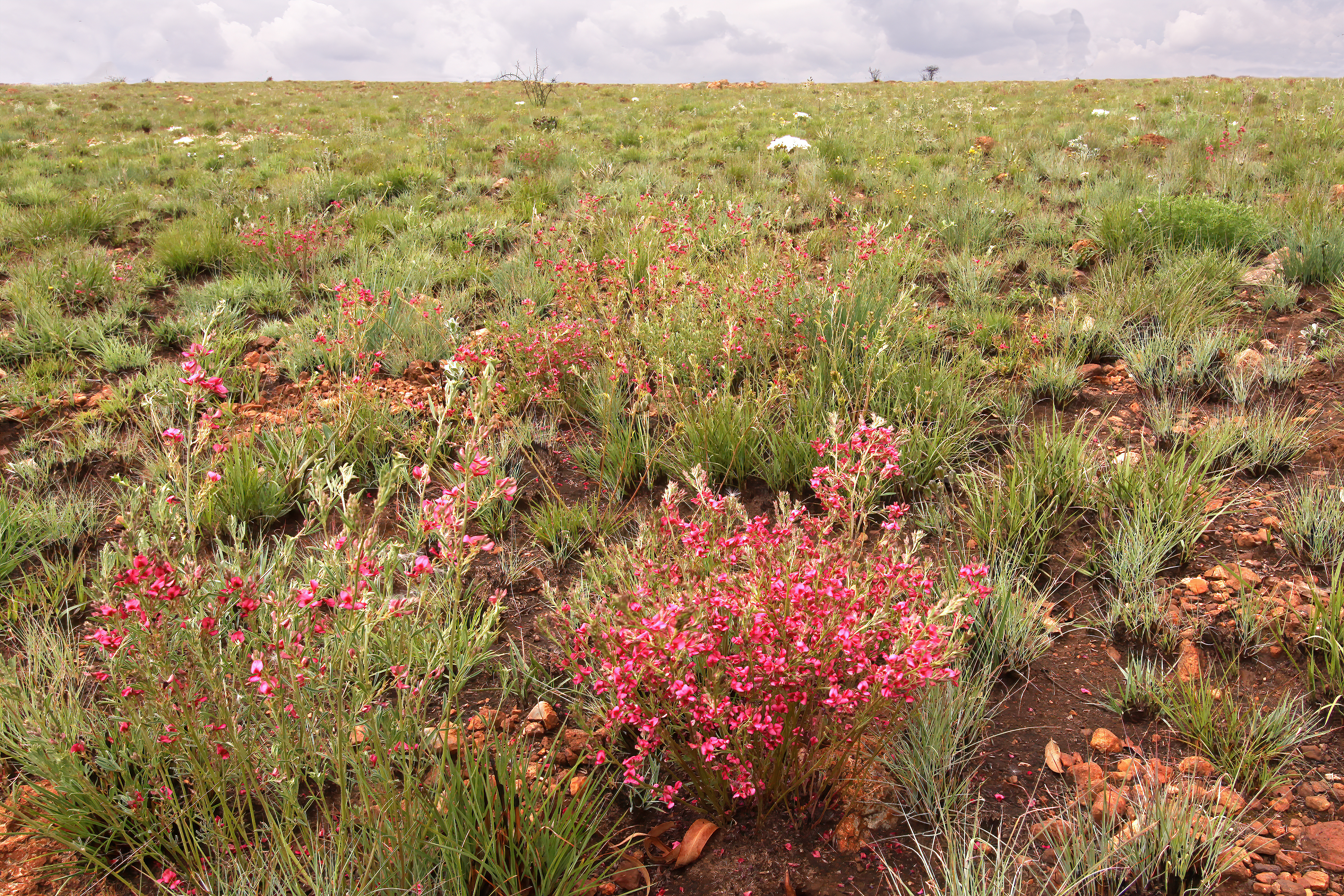
Indigofera hilaris

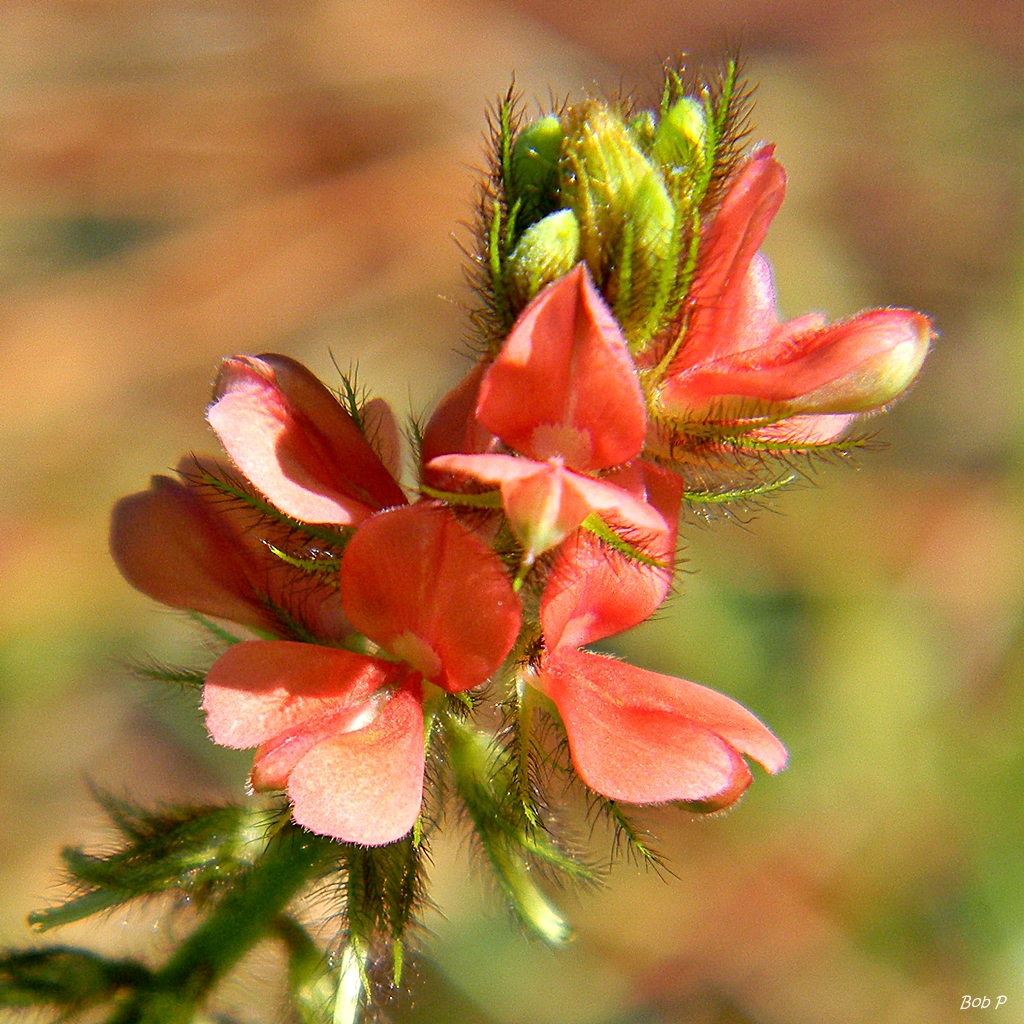
Indigofera hirsuta

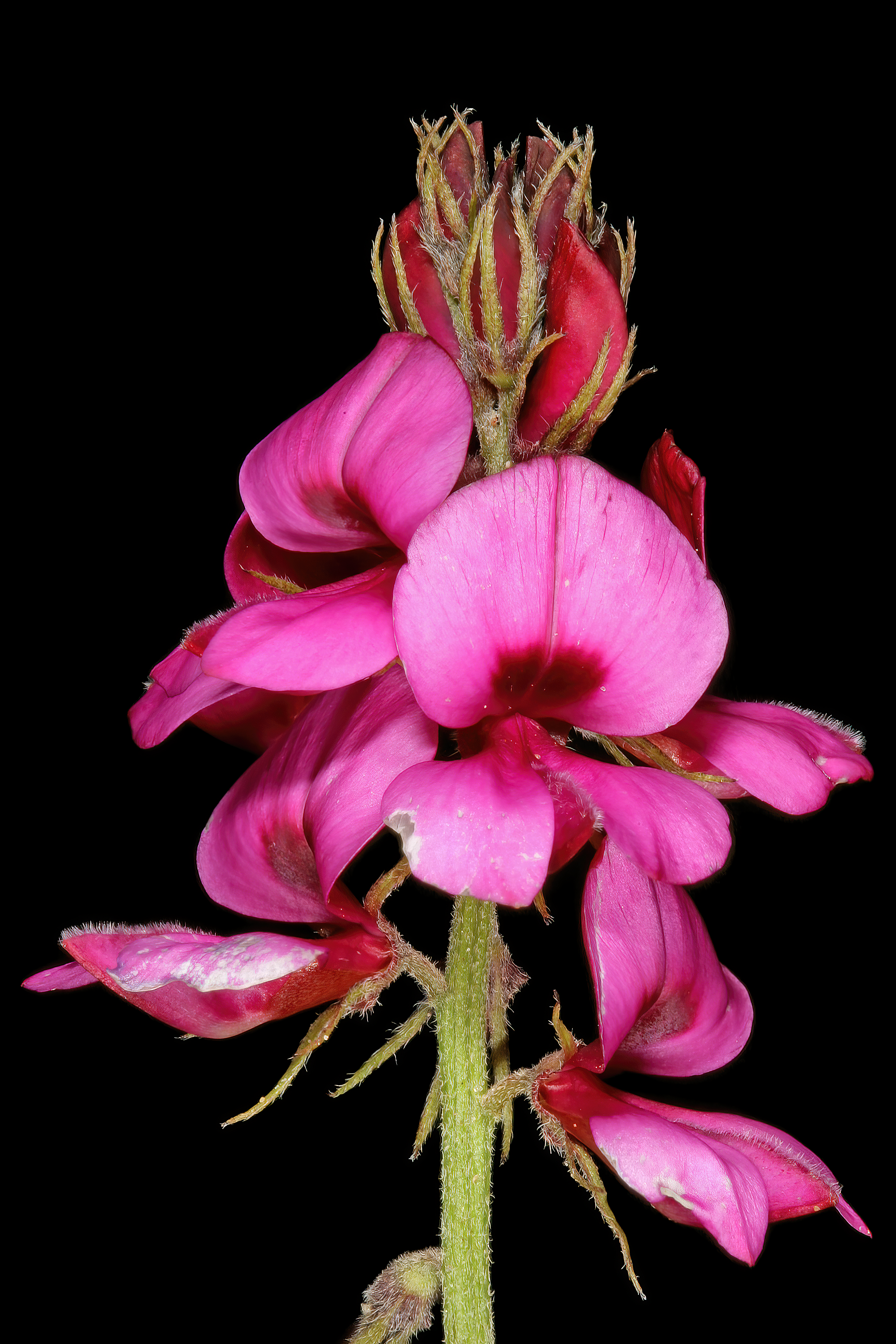
Indigofera incana

- Indigofera acutipetala Y.Y.Fang & C.Z.Zheng
- Indigofera acutisepala Conrath ex Baker f.
- Indigofera adenocarpa E.Mey.
- Indigofera adenoides Baker f.
- Indigofera adenotricha Peter G.Wilson
- Indigofera adesmiifolia A.Gray
- Indigofera alopecuroides DC.
- Indigofera alpina Eckl. & Zeyh.
- Indigofera alternans DC.
- Indigofera ambelacensis Schweinf.
- Indigofera amblyantha Craib
- Indigofera amitina N.E.Br.
- Indigofera ammobia Maconochie
- Indigofera ammoxylon (DC.) Polhill
- Indigofera amoena Aiton
- Indigofera amorphoides Jaub. & Spach
- Indigofera anabibensis A.Schreib.
- Indigofera ancistrocarpa Thulin
- Indigofera andrewsiana J.B.Gillett
- Indigofera andringitrensis R.Vig.
- Indigofera angulosa Edgew.
- Indigofera angustata E.Mey.
- Indigofera angustifolia L.
- Indigofera ankaratrensis R.Vig.
- Indigofera antunesiana Harms
- Indigofera arabica Jaub. & Spach
- Indigofera aralensis Gagnep.
- Indigofera arenophila Schinz
- Indigofera argentea Burm.f.
- Indigofera argutidens Craib
- Indigofera arnottii (Kuntze) Peter G.Wilson
- Indigofera arrecta Hochst. ex A.Rich.
- Indigofera articulata Gouan
- Indigofera asantasanensis Schrire & V.R.Clark
- Indigofera aspalathoides Vahl ex DC.
- Indigofera aspera Perr. ex DC.
- Indigofera asperifolia Bong. ex Benth.
- Indigofera asterocalycina Gilli
- Indigofera astragalina DC.
- Indigofera astragaloides Welw. ex Romariz
- Indigofera atrata N.E.Br.
- Indigofera atricephala J.B.Gillett
- Indigofera atriceps Hook.f.
- Indigofera atropurpurea Buch.-Ham. ex Hornem.
- Indigofera auricoma E.Mey.
- Indigofera australis Willd.
- Indigofera baileyi F.Muell.
- Indigofera bainesii Baker
- Indigofera balfouriana Craib
- Indigofera bancroftii Peter G.Wilson
- Indigofera bangweolensis R.E.Fr.
- Indigofera banii N.D.Khôi & Yakovlev
- Indigofera barberi Gamble
- Indigofera barotseensis Schrire
- Indigofera barteri Hutch. & Dalziel
- Indigofera basedowii E.Pritz.
- Indigofera basiflora J.B.Gillett
- Indigofera baumiana Harms
- Indigofera bayensis Thulin
- Indigofera bella Prain
- Indigofera bemarahaensis Du Puy & Labat
- Indigofera benguellensis Baker
- Indigofera berhautiana J.B.Gillett
- Indigofera biglandulosa J.B.Gillett
- Indigofera binderi Kotschy
- Indigofera blaiseae Du Puy & Labat
- Indigofera blanchetiana Benth.
- Indigofera bogdanii J.B.Gillett
- Indigofera boinensis R.Vig.
- Indigofera bojeri Baker
- Indigofera bongardiana (Kuntze) Burkart
- Indigofera bongensis Kotschy & Peyr.
- Indigofera boranica Thulin
- Indigofera bosseri Du Puy & Labat
- Indigofera boviperda Morrison
- Indigofera brachynema J.B.Gillett
- Indigofera brachyphylla Al-Turki
- Indigofera brachystachya E.Mey.
- Indigofera bracteata Graham ex Baker
- Indigofera bracteolata DC.
- Indigofera brassii Baker
- Indigofera brennanii Peter G.Wilson
- Indigofera brevicalyx Baker f.
- Indigofera brevidens Benth.
- Indigofera brevifilamenta J.B.Gillett
- Indigofera breviracemosa Torre
- Indigofera breviviscosa J.B.Gillett
- Indigofera brunoniana Graham ex Wall.
- Indigofera buchananii Burtt Davy
- Indigofera bungeana Walp.
- Indigofera burchellii DC.
- Indigofera burttii Baker f.
- Indigofera bussei J.B.Gillett
- Indigofera byobiensis Hosok.
- Indigofera calcicola Craib
- Indigofera caloneura Kurz
- Indigofera campestris Bong. ex Benth.
- Indigofera candicans Aiton
- Indigofera candolleana Meisn.
- Indigofera capillaris Thunb.
- Indigofera capitata Kotschy
- Indigofera carlesii Craib
- Indigofera caroliniana Mill.
- Indigofera cassioides Rottler ex DC.
- Indigofera caudata Dunn
- Indigofera cavallii Chiov.
- Indigofera ceciliae N.E.Br.
- Indigofera cedrorum Dunn
- Indigofera centralis Peter G.Wilson & Rowe
- Indigofera cerighellii M.Peltier
- Indigofera chaetodonta Franch.
- Indigofera charlieriana Schinz
- Indigofera chenii S.S.Chien
- Indigofera chevalieri Tisser.
- Indigofera chimanimaniensis Schrire
- Indigofera chirensis Cufod. ex J.B.Gillett
- Indigofera chitralensis Sanjappa
- Indigofera ciferrii Chiov.
- Indigofera cinericolor F.Muell.
- Indigofera circinella Baker f.
- Indigofera circinnata Benth. ex Harv.
- Indigofera cliffordiana J.B.Gillett
- Indigofera cloiselii Drake
- Indigofera coerulea Roxb.
- Indigofera colutea (Burm.f.) Merr.
- Indigofera commixta N.E.Br.
- Indigofera comosa N.E.Br.
- Indigofera complanata Rchb. ex Spreng.
- Indigofera complicata Eckl. & Zeyh.
- Indigofera compressa Lam.
- Indigofera concava Harv.
- Indigofera concinna Baker
- Indigofera conferta J.B.Gillett
- Indigofera congesta Welw. ex Baker
- Indigofera congolensis De Wild. & T.Durand
- Indigofera conjugata Baker
- Indigofera constricta (Thwaites) Trimen
- Indigofera conzattii Rose
- Indigofera corallinosperma Torre
- Indigofera cordifolia B.Heyne ex Roth
- Indigofera corniculata E.Mey.
- Indigofera cornuligera Peter G.Wilson & Rowe
- Indigofera coronillifolia A.Cunn. ex Benth.
- Indigofera coronilloides M.Martens & Galeotti
- Indigofera costaricensis Benth.
- Indigofera crebra N.E.Br.
- Indigofera crotalarioides (Klotzsch) Baker
- Indigofera cryptantha Benth. ex Harv.
- Indigofera cuernavacana Rose
- Indigofera cuitoensis Baker f.
- Indigofera cuneata Baker
- Indigofera cuneifolia Eckl. & Zeyh.
- Indigofera cunenensis Torre
- Indigofera curvata J.B.Gillett
- Indigofera curvirostrata Thulin
- Indigofera cylindracea Graham ex Baker
- Indigofera cytisoides L.
- Indigofera daleoides Benth. ex Harv.
- Indigofera dalzelliana (Kuntze) Peter G.Wilson
- Indigofera damarana Merxm. & A.Schreib.
- Indigofera dasyantha Baker f.
- Indigofera dasycephala Baker f.
- Indigofera dauensis J.B.Gillett
- Indigofera deccanensis Sanjappa
- Indigofera declinata E.Mey.
- Indigofera deflersii Baker f.
- Indigofera deightonii J.B.Gillett
- Indigofera dekindtii Tisser.
- Indigofera delagoaensis Baker f. ex J.B.Gillett
- Indigofera delavayi Franch.
- Indigofera dembianensis (Chiov.) J.B.Gillett
- Indigofera demissa Taub.
- Indigofera dendroides Jacq.
- Indigofera densa N.E.Br.
- Indigofera densiflora M.Martens & Galeotti
- Indigofera densifructa Y.Y.Fang & C.Z.Zheng
- Indigofera denudata L.f.
- Indigofera depauperata Drake
- Indigofera desertorum Torre
- Indigofera dichroa Craib
- Indigofera digitata L.f.
- Indigofera dillwynioides Benth. ex Harv.
- Indigofera dimidiata Vogel ex Walp.
- Indigofera dionaeifolia (S.Moore) Schrire
- Indigofera diphylla Vent.
- Indigofera discolor E.Mey.
- Indigofera dissitiflora Baker
- Indigofera disticha Eckl. & Zeyh.
- Indigofera diversifolia DC.
- Indigofera dolichochaete Craib
- Indigofera dosua Buch.-Ham. ex D.Don
- Indigofera dregeana E.Mey.
- Indigofera drepanocarpa Taub.
- Indigofera dumbeana M.Pignal & L.P.Queiroz
- Indigofera dumetorum Craib
- Indigofera dumosa E.Mey.
- Indigofera dyeri Britten
- Indigofera edwardi Govaerts
- Indigofera efoliata F.Muell.
- Indigofera egens N.E.Br.
- Indigofera elachantha Peter G.Wilson & Rowe
- Indigofera elandsbergensis Phillipson
- Indigofera ellenbeckii Baker f.
- Indigofera elliotii (Baker f.) J.B.Gillett
- Indigofera elwakensis J.B.Gillett
- Indigofera emarginella Steud. ex A.Rich.
- Indigofera emarginelloides J.B.Gillett
- Indigofera emmae de Kort & G.Thijsse
- Indigofera enormis N.E.Br.
- Indigofera erecta Thunb.
- Indigofera eremophila Thulin
- Indigofera eriocarpa E.Mey.
- Indigofera erubescens Peter G.Wilson & Rowe
- Indigofera erythrogramma Welw. ex Baker
- Indigofera esquirolii H.Lév.
- Indigofera evansiana Burtt Davy
- Indigofera evansii Schltr.
- Indigofera ewartiana Domin
- Indigofera exellii Torre
- Indigofera exigua Eckl. & Zeyh.
- Indigofera exilis Grierson & D.G.Long
- Indigofera eylesiana J.B.Gillett
- Indigofera fanshawei J.B.Gillett
- Indigofera faulknerae J.B.Gillett
- Indigofera filicaulis Eckl. & Zeyh.
- Indigofera filifolia Thunb.
- Indigofera filiformis Thunb.
- Indigofera filipes Benth. ex Harv.
- Indigofera fimbriolata Peter G.Wilson
- Indigofera flabellata Harv.
- Indigofera flavicans Baker
- Indigofera fleckii Baker f.
- Indigofera floresii Cruz Durán & M.Sousa
- Indigofera floribunda N.E.Br.
- Indigofera foliosa E.Mey.
- Indigofera fortunei Craib
- Indigofera franchetii X.F.Gao & Schrire
- Indigofera frondosa N.E.Br.
- Indigofera frutescens L.f.
- Indigofera fruticosa Rose
- Indigofera fulcrata Harv.
- Indigofera fulgens Baker
- Indigofera fulvopilosa Brenan
- Indigofera fuscobarbata Schrire
- Indigofera fuscosetosa Baker
- Indigofera gairdnerae Hutch. ex Baker f.
- Indigofera galegoides DC.
- Indigofera galpinii N.E.Br.
- Indigofera gangetica Sanjappa
- Indigofera garckeana Vatke
- Indigofera geminata Baker
- Indigofera georgei E.Pritz.
- Indigofera gerrardiana Harv. – indygowiec Gerarda
- Indigofera giessii A.Schreib.
- Indigofera gifbergensis C.H.Stirt. & Jarvie
- Indigofera glabra L.
- Indigofera glandulosa J.C.Wendl.
- Indigofera glaucescens Eckl. & Zeyh.
- Indigofera glaucifolia Cronquist
- Indigofera glomerata E.Mey.
- Indigofera gloriosa Cronquist
- Indigofera gobensis Schrire
- Indigofera goetzei Harms
- Indigofera gracilis Spreng.
- Indigofera grandiflora B.H.Choi & S.K.Cho
- Indigofera graniticola J.B.Gillett
- Indigofera grata E.Mey.
- Indigofera griseoides Harms
- Indigofera grisophylla Fourc.
- Indigofera guaranitica Hassl.
- Indigofera guthriei Bolus
- Indigofera gypsacea Thulin
- Indigofera haematica Peter G.Wilson
- Indigofera hamulosa Schltr.
- Indigofera hancockii Craib
- Indigofera hantamensis Diels
- Indigofera haplophylla F.Muell.
- Indigofera hebepetala Benth. ex Baker
- Indigofera hedyantha Eckl. & Zeyh.
- Indigofera helmsii Peter G.Wilson
- Indigofera hendecaphylla Jacq.
- Indigofera henryi Craib
- Indigofera hermannioides J.B.Gillett
- Indigofera heterantha Wall. ex Brandis
- Indigofera heterocarpa Welw. ex Baker
- Indigofera heterophylla Thunb.
- Indigofera heterotricha DC.
- Indigofera heudelotii Benth. ex Baker
- Indigofera hewittii Baker f.
- Indigofera hilaris Eckl. & Zeyh.
- Indigofera himachalensis V.Chauhan & A.K.Pandey
- Indigofera himalayensis Ali
- Indigofera hiranensis Thulin
- Indigofera hirsuta L.
- Indigofera hirsutissima M.Sousa & Cruz Durán
- Indigofera hispida Eckl. & Zeyh.
- Indigofera hochstetteri Baker
- Indigofera hofmanniana Schinz
- Indigofera hololeuca Benth. ex Harv.
- Indigofera holubii N.E.Br.
- Indigofera homblei Baker f. & W.Martin
- Indigofera howellii Craib & W.W.Sm.
- Indigofera huillensis Baker f.
- Indigofera humbertiana M.Peltier
- Indigofera humifusa Eckl. & Zeyh.
- Indigofera humilis Kunth
- Indigofera hundtii Rossbach
- Indigofera hybrida N.E.Br.
- Indigofera hygrobia Malme
- Indigofera imerinensis Du Puy & Labat
- Indigofera incana Thunb.
- Indigofera incarnata (Willd.) Nakai – indygowiec krwisty
- Indigofera incompta McVaugh
- Indigofera ingrata N.E.Br.
- Indigofera inhambanensis Klotzsch
- Indigofera intermedia Harv.
- Indigofera interrupta (Du Puy, Labat & Schrire) Schrire
- Indigofera intricata Boiss.
- Indigofera ionii Jarvie & C.H.Stirt.
- Indigofera irodoensis Du Puy & Labat
- Indigofera ischnoclada Harms
- Indigofera itremoensis Du Puy & Labat
- Indigofera ixocarpa Peter G.Wilson & Rowe
- Indigofera jaliscensis Rose
- Indigofera jikongensis Y.Y.Fang & C.Z.Zheng
- Indigofera jindongensis Y.Y.Fang & C.Z.Zheng
- Indigofera jucunda Schrire
- Indigofera kaessneri Baker f.
- Indigofera karkarensis Thulin
- Indigofera kavangoensis Schrire
- Indigofera kelleri Baker f.
- Indigofera kerrii de Kort & G.Thijsse
- Indigofera kerstingii Harms
- Indigofera kirilowii Maxim. ex Palibin – indygowiec Kiryłowa
- Indigofera kirkii Oliv.
- Indigofera kongwaensis J.B.Gillett
- Indigofera koreana Ohwi
- Indigofera krookii Schltr. ex Zahlbr.
- Indigofera kudiraimozhiensis Selvak. & Rajakumar
- Indigofera kuntzei Harms
- Indigofera kurtzii Harms
- Indigofera lacei Craib
- Indigofera lancifolia Rydb.
- Indigofera langebergensis L.Bolus
- Indigofera langlassei Rydb.
- Indigofera lasiantha Desv.
- Indigofera latifolia Micheli
- Indigofera latisepala J.B.Gillett
- Indigofera laxeracemosa Baker f.
- Indigofera laxiflora Craib
- Indigofera leendertziae N.E.Br.
- Indigofera lenticellata Craib
- Indigofera lepida N.E.Br.
- Indigofera leprieurii (Kuntze) Baker f.
- Indigofera leptocarpa Eckl. & Zeyh.
- Indigofera leptoclada Harms
- Indigofera lespedezioides Kunth
- Indigofera letestui Tisser.
- Indigofera leucoclada Baker
- Indigofera leucotricha E.Pritz.
- Indigofera limosa L.Bolus
- Indigofera lindheimeriana Scheele
- Indigofera linifolia (L.f.) Retz.
- Indigofera linnaei Ali
- Indigofera litoralis Chun & H.Y.Chen
- Indigofera livingstoniana J.B.Gillett
- Indigofera longebarbata Engl.
- Indigofera longibractea J.M.Black
- Indigofera longicauda Thuan
- Indigofera longidentata (Du Puy, Labat & Schrire) Schrire
- Indigofera longimucronata Baker f.
- Indigofera longipedicellata J.B.Gillett
- Indigofera longiracemosa Boivin ex Baill.
- Indigofera longistaminata Schrire
- Indigofera lotononoides Baker f.
- Indigofera lughensis Thulin
- Indigofera lupatana Baker f.
- Indigofera luzonensis de Kort & G.Thijsse
- Indigofera lyallii Baker
- Indigofera lydenburgensis N.E.Br.
- Indigofera macrantha Harms
- Indigofera macrocalyx Guill. & Perr.
- Indigofera macrophylla Schumach.
- Indigofera magallanesii Cruz Durán & M.Sousa
- Indigofera magnifica Schrire & V.R.Clark
- Indigofera mahafalensis (Du Puy, Labat & Schrire) Schrire
- Indigofera mairei Pamp.
- Indigofera malacostachys Benth.
- Indigofera malindiensis J.B.Gillett
- Indigofera malongensis Cronquist
- Indigofera mangokyensis R.Vig.
- Indigofera manyoniensis Baker f.
- Indigofera mariosousae Rzed. & R.Grether
- Indigofera maritima Baker
- Indigofera marmorata Balf.f.
- Indigofera masaiensis J.B.Gillett
- Indigofera masonae N.E.Br.
- Indigofera matudae Lundell
- Indigofera mauritanica (L.) Thunb.
- Indigofera maymyoensis Sanjappa
- Indigofera megacephala J.B.Gillett
- Indigofera megaphylla X.F.Gao
- Indigofera melanadenia Benth. ex Harv.
- Indigofera mendesii Torre
- Indigofera mendoncae J.B.Gillett
- Indigofera mengtzeana Craib
- Indigofera merxmuelleri A.Schreib.
- Indigofera meyeriana Eckl. & Zeyh.
- Indigofera micheliana Rose
- Indigofera microcalyx Baker
- Indigofera microcarpa Desv.
- Indigofera micropetala Baker f.
- Indigofera microscypha Baker
- Indigofera mildbraediana J.B.Gillett
- Indigofera mildrediana Torre
- Indigofera milne-redheadii J.B.Gillett
- Indigofera mimosoides Baker
- Indigofera minbuensis Gage
- Indigofera miniata Ortega
- Indigofera mischocarpa Schltr.
- Indigofera mollicoma N.E.Br.
- Indigofera mollis Eckl. & Zeyh.
- Indigofera monantha Baker f.
- Indigofera monanthoides J.B.Gillett
- Indigofera monieriana M.Pignal & L.P.Queiroz
- Indigofera monophylla DC.
- Indigofera monostachya Eckl. & Zeyh.
- Indigofera montana Rose
- Indigofera mooneyi Thulin
- Indigofera mouroundavensis Baill.
- Indigofera muliensis Y.Y.Fang & C.Z.Zheng
- Indigofera mundiana Eckl. & Zeyh.
- Indigofera mupensis Torre
- Indigofera mwanzae J.B.Gillett
- Indigofera myosurus Craib
- Indigofera mysorensis Rottler ex DC.
- Indigofera nairobiensis Baker f.
- Indigofera nambalensis Harms
- Indigofera namuliensis Schrire
- Indigofera natalensis Bolus
- Indigofera nebrowniana J.B.Gillett
- Indigofera neglecta N.E.Br.
- Indigofera nelsonii Rydb.
- Indigofera neosericopetala P.C.Li
- Indigofera nephrocarpa Balf.f.
- Indigofera nephrocarpoides J.B.Gillett
- Indigofera nigrescens Kurz ex King & Prain
- Indigofera nigricans Vahl ex Pers.
- Indigofera nigritana Hook.f.
- Indigofera nigromontana Eckl. & Zeyh.
- Indigofera nudicaulis E.Mey.
- Indigofera nugalensis Thulin
- Indigofera nummularia Welw. ex Baker
- Indigofera nummulariifolia (L.) Livera ex Alston
- Indigofera nyassica Gilli
- Indigofera obcordata Eckl. & Zeyh.
- Indigofera oblongifolia Forssk.
- Indigofera obscura N.E.Br.
- Indigofera ogadensis J.B.Gillett
- Indigofera oligophylla Klotzsch
- Indigofera omariana J.B.Gillett
- Indigofera omissa J.B.Gillett
- Indigofera ormocarpoides Baker
- Indigofera oubanguiensis Tisser.
- Indigofera ovata Thunb.
- Indigofera ovina Harv.
- Indigofera oxalidea Welw. ex Baker
- Indigofera oxyrachis Peter G.Wilson
- Indigofera oxytropis Benth. ex Harv.
- Indigofera palmeri S.Watson
- Indigofera pampaniniana Craib
- Indigofera panamensis Rydb.
- Indigofera paniculata Vahl ex Pers.
- Indigofera pappei Fourc.
- Indigofera paracapitata J.B.Gillett
- Indigofera paraglaucifolia Torre
- Indigofera paraoxalidea Torre
- Indigofera parkesii Craib
- Indigofera parodiana Burkart
- Indigofera patula Baker
- Indigofera pauciflora Eckl. & Zeyh.
- Indigofera paucifolioides Blatt. & Hallb.
- Indigofera paucistrigosa J.B.Gillett
- Indigofera pearsonii Baker f.
- Indigofera pedicellata Wight & Arn.
- Indigofera pedunculata Hils. & Bojer ex Baker
- Indigofera pellucida J.B.Gillett & Thulin
- Indigofera peltata J.B.Gillett
- Indigofera peltieri Du Puy & Labat
- Indigofera pendula Franch.
- Indigofera penduloides Y.Y.Fang & C.Z.Zheng
- Indigofera perrieri R.Vig.
- Indigofera petiolata Cronquist
- Indigofera petraea Peter G.Wilson & Rowe
- Indigofera phyllanthoides Baker
- Indigofera phymatodea Thulin
- Indigofera pilifera Peter G.Wilson & Rowe
- Indigofera pilosa Poir.
- Indigofera pinifolia Baker
- Indigofera placida N.E.Br.
- Indigofera platycarpa Rose
- Indigofera platypoda E.Mey.
- Indigofera platyspira J.B.Gillett ex Thulin & M.G.Gilbert
- Indigofera pobeguinii J.B.Gillett
- Indigofera podocarpa Baker f. & W.Martin
- Indigofera podophylla Benth. ex Harv.
- Indigofera poliotes Eckl. & Zeyh.
- Indigofera polyclada Peter G.Wilson & Rowe
- Indigofera polygaloides M.B.Scott
- Indigofera polysphaera Baker
- Indigofera pongolana N.E.Br.
- Indigofera porrecta Eckl. & Zeyh.
- Indigofera pratensis F.Muell.
- Indigofera praticola Baker f.
- Indigofera pretoriana Harms
- Indigofera prieureana Guill. & Perr.
- Indigofera priorii Govaerts
- Indigofera procumbens L.
- Indigofera prostrata Willd.
- Indigofera pruinosa Welw. ex Baker
- Indigofera psammophila Peter G.Wilson
- Indigofera pseudocompressa (Du Puy, Labat & Schrire) Schrire
- Indigofera pseudodemissa Schrire
- Indigofera pseudodyeri Schrire
- Indigofera pseudoevansii Hilliard & B.L.Burtt
- Indigofera pseudoheterantha X.F.Gao & Schrire
- Indigofera pseudointricata J.B.Gillett
- Indigofera pseudomoniliformis Schrire
- Indigofera pseudonigrescens X.F.Gao & X.L.Zhao
- Indigofera pseudoparvula R.Vig.
- Indigofera pseudoreticulata Grierson & D.G.Long
- Indigofera pseudosubulata Baker f.
- Indigofera psoraloides (L.) L.
- Indigofera pueblensis Rydb.
- Indigofera pulchra Willd.
- Indigofera punctata Thunb.
- Indigofera pungens E.Mey.
- Indigofera purpusii Brandegee
- Indigofera quarrei Cronquist
- Indigofera queenslandica Peter G.Wilson & Rowe
- Indigofera quinquefolia E.Mey.
- Indigofera radicifera Cronquist
- Indigofera ramosa Cronquist
- Indigofera ramosissima J.B.Gillett
- Indigofera ramulosissima Hosok.
- Indigofera rautanenii Baker f.
- Indigofera reducta N.E.Br.
- Indigofera rehmannii Baker f.
- Indigofera repens Cronquist
- Indigofera reticulata Franch.
- Indigofera rhodantha Fourc.
- Indigofera rhynchocarpa Welw. ex Baker
- Indigofera rhytidocarpa Benth. ex Harv.
- Indigofera richardsiae J.B.Gillett
- Indigofera rigioclada Craib
- Indigofera ripae N.E.Br.
- Indigofera robinsonii Schrire
- Indigofera rojasii Hassl.
- Indigofera roseocaerulea Baker f.
- Indigofera rostrata Bolus
- Indigofera rothii Baker
- Indigofera rubroglandulosa Germish.
- Indigofera rubromarginata Thulin
- Indigofera rugosa Benth.
- Indigofera rumphiensis Schrire
- Indigofera rupicola Peter G.Wilson & Rowe
- Indigofera ruspolii Baker f.
- Indigofera sabulosa Thulin
- Indigofera salmoniflora Rose
- Indigofera sanguinea N.E.Br.
- Indigofera santapaui Sanjappa
- Indigofera santosii Torre
- Indigofera sarmentosa L.f.
- Indigofera saxicola F.Muell. ex Benth.
- Indigofera scabrella Kazandj. & Peter G.Wilson
- Indigofera scabrida Dunn
- Indigofera scarciesii Scott Elliot
- Indigofera schimperi Jaub. & Spach
- Indigofera schinzii N.E.Br.
- Indigofera schlechteri Baker f.
- Indigofera schliebenii Harms
- Indigofera schultziana F.Muell.
- Indigofera scopiformis Thulin
- Indigofera sebungweensis J.B.Gillett
- Indigofera secundiflora Poir.
- Indigofera sedgewickiana Vatke & Hildebrandt
- Indigofera semitrijuga Forssk.
- Indigofera senegalensis Lam.
- Indigofera sensitiva Franch.
- Indigofera sericovexilla C.T.White
- Indigofera serpentinicola Schrire
- Indigofera sesquipedalis C.B.Clarke ex Sanjappa
- Indigofera sessiliflora DC.
- Indigofera sessilifolia DC.
- Indigofera setiflora Baker
- Indigofera setosa N.E.Br.
- Indigofera shipingensis X.F.Gao
- Indigofera silvestrii Pamp.
- Indigofera simplicifolia Lam.
- Indigofera sinaloensis M.Sousa & Cruz Durán
- Indigofera sinuspersica Mozaff.
- Indigofera sisalis J.B.Gillett
- Indigofera smitinandii Mattapha & Chantar.
- Indigofera smutsii J.B.Gillett
- Indigofera sokotrana Vierh.
- Indigofera solirimae Schrire
- Indigofera sootepensis Craib
- Indigofera sordida Benth. ex Harv.
- Indigofera soutpansbergensis Schrire
- Indigofera sparsa Baker
- Indigofera sparteola Chiov.
- Indigofera sphaerocarpa A.Gray
- Indigofera sphinctosperma Standl.
- Indigofera spicata Forssk.
- Indigofera spinescens E.Mey.
- Indigofera spiniflora Hochst. ex Boiss.
- Indigofera spinosa Forssk.
- Indigofera splendens Ficalho & Hiern
- Indigofera squalida Prain
- Indigofera stachyodes Lindl.
- Indigofera stenophylla Guill. & Perr.
- Indigofera stenosepala Baker
- Indigofera sticta Craib
- Indigofera streyana Merxm.
- Indigofera stricta L.f.
- Indigofera strobilifera (Hochst.) Hochst. ex Baker
- Indigofera suarezensis Du Puy & Labat
- Indigofera suaveolens Jaub. & Spach
- Indigofera subargentea De Wild.
- Indigofera subcorymbosa Baker
- Indigofera subulata Vahl ex Poir.
- Indigofera subulifera Welw. ex Baker
- Indigofera suffruticosa Mill.
- Indigofera sulcata DC.
- Indigofera superba C.H.Stirt.
- Indigofera sutherlandioides Welw. ex Baker
- Indigofera swaziensis Bolus
- Indigofera szechuensis Craib
- Indigofera taborensis J.B.Gillett
- Indigofera taiwaniana T.C.Huang & M.J.Wu
- Indigofera tanaensis J.B.Gillett
- Indigofera tanganyikensis Baker f.
- Indigofera taruffiana Torre
- Indigofera taylorii J.B.Gillett
- Indigofera teixeirae Torre
- Indigofera tenuipes Polhill
- Indigofera tenuissima E.Mey.
- Indigofera tephrosioides Kunth
- Indigofera terminalis Baker
- Indigofera tetraptera Taub.
- Indigofera tetrasperma Vahl ex Pers.
- Indigofera thibaudiana DC.
- Indigofera thikaensis J.B.Gillett
- Indigofera thomsonii Baker f.
- Indigofera thoothukudiensis Gayathri Devi, Gnana Ranjitha, Selvak. & Rajakumar
- Indigofera thothathrii Sanjappa
- Indigofera thymoides Baker
- Indigofera tinctoria L. – indygowiec barwierski
- Indigofera tirunelvelica Sanjappa
- Indigofera tomentosa Eckl. & Zeyh.
- Indigofera torrei J.B.Gillett
- Indigofera torulosa E.Mey.
- Indigofera trachyphylla Benth.
- Indigofera transvaalensis Baker f.
- Indigofera trialata A.Chev.
- Indigofera trichopoda Lepr. ex Guill. & Perr.
- Indigofera triflora Peter G.Wilson & Rowe
- Indigofera trifoliata L.
- Indigofera trifolioides Baker f.
- Indigofera trigonelloides Jaub. & Spach
- Indigofera triquetra E.Mey.
- Indigofera tristis E.Mey.
- Indigofera tristoides N.E.Br.
- Indigofera trita L.f.
- Indigofera truxillensis Kunth
- Indigofera tryonii Domin
- Indigofera tumidula Rose
- Indigofera udonthaniensis Mattapha & Chantar.
- Indigofera ugandensis Baker f.
- Indigofera ultima (Kuntze) Peter G.Wilson
- Indigofera uniflora Buch.-Ham. ex Roxb.
- Indigofera uniseminalis Rzed. & R.Grether
- Indigofera vanderystii J.B.Gillett
- Indigofera velutina E.Mey.
- Indigofera venulosa Champ. ex Benth.
- Indigofera venusta Eckl. & Zeyh.
- Indigofera verrucosa Eckl. & Zeyh.
- Indigofera verruculosa Peter G.Wilson
- Indigofera vestita Harv.
- Indigofera vicioides Jaub. & Spach
- Indigofera vigueri Callm. & Labat
- Indigofera viscidissima Baker
- Indigofera vohemarensis Baill.
- Indigofera volkensii Taub.
- Indigofera wannanii Peter G.Wilson
- Indigofera wentzeliana Harms
- Indigofera wightii Graham ex Wight & Arn.
- Indigofera wildiana J.B.Gillett
- Indigofera williamsonii (Harv.) N.E.Br.
- Indigofera wilmaniae Baker f. ex J.B.Gillett
- Indigofera wilsonii Craib
- Indigofera wituensis Baker f.
- Indigofera woodii Bolus
- Indigofera xerophila R.Vig.
- Indigofera yuanjiangensis X.F.Gao & X.L.Zhao
- Indigofera zanzibarica J.B.Gillett
- Indigofera zavattarii Chiov.
- Indigofera zenkeri Harms ex Baker f.
- Indigofera zollingeriana Miq.
- Indigofera zornioides Du Puy & Labat